# Rutshuru (Fluss)
Der Rutshuru ist ein Fluss in Westuganda und im Territorium Rutshuru der Provinz Nord-Kivu im Osten der Demokratischen Republik Kongo.

## Verlauf
Der Rutshuru fließt von der Südseite des Mutandasees ab, der im Distrikt Kisoro in Westuganda liegt. Von dort verläuft er Richtung Nordwesten über die Grenze in die Demokratische Republik Kongo. Nach einem Knick in Richtung Südwesten fließt er in einem Bogen nach Norden entlang und durch den Nationalpark Virunga. Ein rechter Nebenfluss ist der Ivi. Der Rutshuru mündet schließlich in den Eduardsee, der über den Semliki abfließt und weiter über das Flusssystem des Nils bis ins Mittelmeer. Der Rutshuru ist damit einer der wenigen Flüsse in der Demokratischen Republik Kongo, die nicht zum Flusssystem des Kongos zählen.

## Fauna
Bis in die 1970er Jahre gab es einen großen Bestand an Flusspferden am Rutshuru, der seitdem jedoch durch Wilderei und Lebensraumverluste stark abnahm.

## Wirtschaft
2015 wurde das am Fluss gelegene Wasserkraftwerk Matebe eingeweiht, das eine installierte Leistung von 13,8 Megawatt aufweist.